# Imad Oumghar
Imad Oumghar (arab. عماد أومغار ur. 1 czerwca 1992) – marokański piłkarz, grający jako prawy napastnik. Od 2021 roku wolny zawodnik.

## Klub

### Chabab Rif Al Hoceima
Zaczynał karierę w Chabab Rif Al Hoceima.
W sezonie 2011/2012 (pierwszym w bazie Transfermarkt) zagrał 7 meczów. 
W sezonie 2012/2013 rozegrał 16 spotkań i strzelił gola.
W sezonie 2013/2014 zagrał 20 meczów, strzelił gola i miał 2 asysty.

### KAC Kénitra
31 sierpnia 2014 roku został zawodnikiem KAC Kénitra. W tym klubie zadebiutował 14 września 2014 roku w meczu przeciwko FUS Rabat (0:0). Zagrał 71 minut, zmienił go Hassan Haidouri. Pierwszego gola i asystę strzelił i zaliczył 25 października 2014 roku w meczu przeciwko Chabab Atlas Khénifra (3:0). Najpierw asystował przy bramce Redouane El Karoui w 17. minucie, następnie, w 67. minucie sam trafił do siatki. W sumie zagrał 20 meczów, miał gola i asystę. 

### Powrót do Al-Husajmy
11 września 2015 roku zdecydował się na powrót do Chababu. W tym klubie po powrocie zagrał 38 spotkań, strzelił bramkę i miał trzy asysty.

### Rapide Oued Zem
7 listopada 2020 roku przeniósł się do Rapide Oued Zem. W tym klubie zadebiutował 10 grudnia 2020 roku w meczu przeciwko Raja Casablanca (porażka 3:2). Zagrał całą drugą połowę. W sumie rozegrał 9 spotkań.

## Rodzina
Jego brat Nabil też uprawiał piłkę nożną, zmarł w 2015 roku.